# 阿瓦兰
阿瓦兰，是西班牙穆尔西亚自治区的一个市镇。总面积115平方公里，总人口12513人（2001年），人口密度109人/平方公里。